# دوري سلوفينيا لكرة القدم 2003–04
دوري سلوفينيا لكرة القدم 2003–04 (بالإيطالية: Prva slovenska nogometna liga 2003-2004)‏ هو الموسم 13 من  دوري سلوفينيا لكرة القدم. أقيم خلال الفترة 20 يوليو 2003 وحتى 30 مايو 2004، والذي يشرف على تنظيمه اتحاد سلوفينيا لكرة القدم، وكان عدد الأندية المشاركة فيه  12، وفاز فيه نادي غوريتسا.